# 日吉町吉利
日吉町吉利（ひよしちょうよしとし）は、鹿児島県日置市の大字。旧薩摩国日置郡吉利郷吉利村、日置郡吉利村、日置郡日吉町大字吉利。人口は1,077人、世帯数は496世帯（2020年10月1日現在）。郵便番号は5614番地・5619番地・5647番地・5653番地は899-3103、その他は899-3203である。
1889年の町村制施行から1955年まで存在した地方自治体である吉利村（よしとしむら）を前身としており、1955年に吉利村が日置村と新設合併し日吉町となったのに伴い吉利村の全域を以て日吉町の大字「吉利」として新設された。本項では本大字の前身となる1955年まで地方自治体であった日置郡吉利村についても述べる。
日置市の西部に位置している。吉利という地名は鎌倉時代より見える地名であり、文禄年間から明治維新まで禰寝氏（のちに小松氏に改姓）が私領として吉利を治めていた。

## 地理
日置市の西部、大川及び永吉川の下流域に位置している。字域の北方には日置市日吉町日置、南方には日置市吹上町永吉、東方には日置市伊集院町古城、日置市伊集院町飯牟礼、鹿児島市入佐町（旧松元町）がそれぞれ隣接しており、西方には東シナ海に面している。
東部は山地となっており、中央部から西部にかけては丘陵地帯、東シナ海に面する部分はいちき串木野市から南さつま市にかけて広がる日本三大砂丘の一つである吹上浜の一部を構成する砂浜となっている。
西端部を国道270号が南北に通っている。かつては国道に並行して私鉄である鹿児島交通の枕崎線が通っており、吉利駅も置かれていたが1984年（昭和59年）に廃止された。線路跡は廃止後に自転車道に転用され、整備された自転車道が一般県道に認定され鹿児島県道2号加世田日吉自転車道線（通称：吹上浜砂丘自転車道）となった。また、扇尾付近を鹿児島県道35号永吉入佐鹿児島線が東西に通っている。

### 地名の由来
「日吉町郷土誌上巻」によれば、吉利という地名は吉利名の開拓の祖である「吉利太夫入道」によって起こされたものであると記載されている。

### 自然公園・自然保護地区
吉利の西端部の概ね国道270号より西の区域は鹿児島県立自然公園である「吹上浜金峰山県立自然公園」の区域となっており、前身の吹上浜県立自然公園は1953年（昭和28年）3月31日に県立自然公園として指定されている。

### 河川
- 大川 - 日吉町日置との境界上付近を流れる河川。
- 永吉川 - 吹上町永吉との境界上付近を流れる河川。

## 歴史

### 先史時代
吉利においては縄文時代から古墳時代にかけての土器や石器、建物跡が「原口遺跡」、「六ツ坪遺跡」、「瀬戸口遺跡」において出土している。
標高40メートルの台地上にある字原口から発掘された原口遺跡は縄文時代後期の土器と石器、弥生時代の土器、古墳時代の竪穴建物や土器、8世紀ごろの須恵器などが出土している。また字六ツ坪から発掘された六ツ坪遺跡からは弥生時代の竪穴建物や土器、石器などが発掘されており、弥生時代から古墳時代にかけての集落であったのではないかとされる。また、瀬戸口遺跡からは縄文時代晩期の土器と8世紀後半から9世紀初頭の須恵器・土師器が発掘されている。
南区の畑地帯に「ホリ」と呼ばれる古代の集団住宅跡が見られ、その周囲には堀が掘り巡らされていたほか、周囲からは黒曜石の石鏃が出土している。

### 中世の吉利
吉利という地名は鎌倉時代より見え、薩摩国日置北郷のうちの名田名であった。
現在の吉利の区域を含む領域に存在した荘園である日置荘は北郷と南郷に分かれており、1185年以前には既に現在の北区に領家政所が置かれていたことが分かっている。「日吉町郷土誌上巻」によれば日置荘の北郷と南郷の境界は伊作地頭と領家の間で争って変更されており、境界は定かではないとしている。

#### 鎌倉時代・領家と地頭の領地争いと下地中分

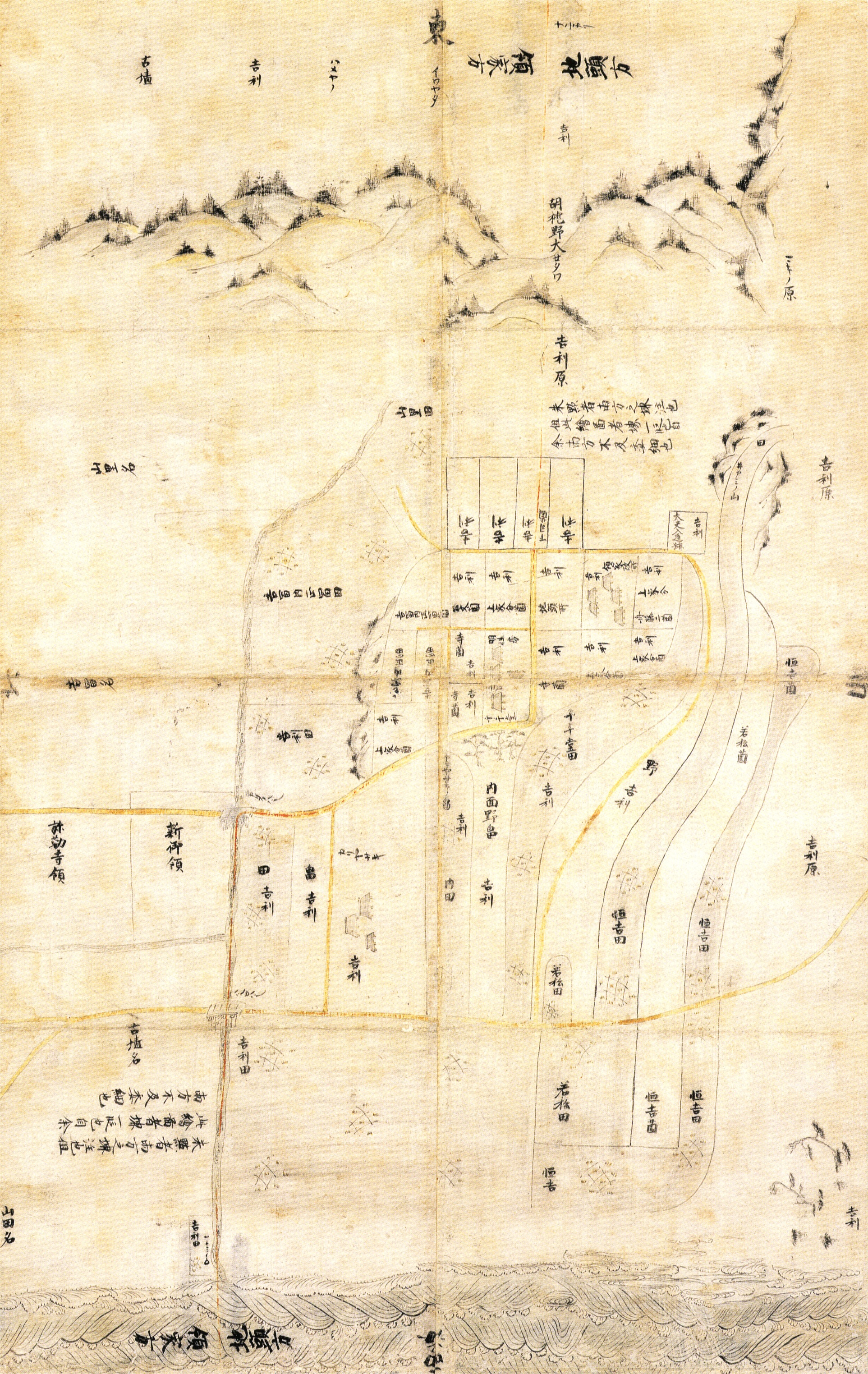
東京大学史料編纂所所蔵「薩摩国日置北郷下地中分絵図」（国指定重要文化財）
縦に赤い中分線が引かれ、左の「領家方」と右の「地頭方」に分けられている。

文治3年（1187年）に日置荘は平重澄から近衛家一条院へ寄進され立券荘園の許可を得た。その後、一部寺社領を除いて日置北郷と日置南郷、伊作荘の地頭職に島津忠久が就いた。忠久の地頭就任後も旧領家と地頭の間で支配権をめぐって争論が繰り返され、弘安8年（1285年）には幕府の裁許、正和元年（1312年）には話し合いで解決する和与が成立したものの以後も争論が生じたという。
元享4年（1324年）に日置北郷において下地中分と呼ばれる荘園の領主と地頭との争いを解決するために土地を折半して、それぞれの領掌権、下地進止権を認めて互いに侵犯しないように協定が行われ、南は地頭分、北は領家分とされた。その際に作成された「薩摩国日置北郷下地中分絵図」（右絵、東京大学史料編纂所所蔵）には中分線が吉利名を二分する形で描画されている。絵図は吉利名の中心集落を中分線が通り抜けることとなったことから、以後の紛争を断つため境界線の明示するものとして作製されたものである。「薩摩国日置北郷下地中分絵図」は現存しており、1997年（平成9年）に「当時の下地中分の実態を考えるうえに重要であり、中世史研究上に価値が高い」として国指定の重要文化財となった。
下地中分の影響により、日置北郷の地頭と従来吉利名を知行地としていた弥勒寺との対立が発生した。下地中分によって吉利名を中分地とみなして地頭が横領したとして弥勒寺領下司が鎮西探題に訴えたものであったが、鎮西探題の北条英時は弥勒寺領下司の訴えを却下し、吉利名も地頭が知行することとなった。これにより吉利の地は名実ともに地頭である伊作島津家の島津宗久の領内に組み込まれ、日置南郷のうちとなった。
嘉暦2年（1327年）の「島津道恵譲状」（島津家文書掲載）によれば吉利の一部を島津宗久が次男の島津久氏に与えており、その際に吉利名の境界線については中分状を守るように指示していると記載されている。
南北朝の争乱が起こると南朝方の伊集院忠国が谷山城（現在の鹿児島市下福元町）から挙兵し、伊集院忠国の軍は伊作島津家の支配下にあった吉利の野崎城と若松城を陥落し、その後吉利は伊集院忠国の勢力下となった。

#### 室町時代
南北朝の争乱により伊集院氏の統治下となった吉利であったが、伊集院煕久の代に伊集院石谷（現在の鹿児島市石谷町）の領有について島津氏との間に争いが生じ、伊集院氏は肥後に逃亡した。伊集院氏の没落後は南郷城主の桑波田氏の支配下となった。

### 近世の吉利

#### 戦国時代
戦国時代になり、吉利を含む日置南郷は室町時代に引き続き桑波田氏が領有を続けていた。天文2年（1533年）に島津氏中興の祖と呼ばれる島津忠良（日新斎）と薩州家5代当主の島津実久との間に内紛が起こった。この際に桑波田氏の当主であった桑波田孫六は島津忠良との約束に背き実久方についたので、忠良は桑波田氏の居城である南郷城（現在の吹上町永吉に所在していた）を奇襲し、城外で狩猟をしていた桑波田孫六は応戦したものの伊集院の太田（現在の伊集院町大田）に逃亡した。
1543年には島津忠良の妹婿である島津忠将の子「久定」が吉利を姓として、吉利久定を名乗っており、以降その子孫は吉利島津家と呼ばれた。久定の子の吉利忠澄が吉利領主を務めていたが、転任し日向国の地頭となったため、その後は吉利久定の長女を妻にしていた伊集院忠棟が吉利の領主となった。
天正14年（1586年）から天正15年（1587年）にかけて勃発した豊臣秀吉と島津氏との間で起こった九州平定（九州征伐とも）の結果、島津氏が豊臣秀吉に降伏。薩摩・大隅・日向の3国に対して太閤検地が行われることになった。
文禄4年（1595年）に、太閤検地が完了したことから豊臣秀吉の命により薩摩国・大隅国・日向国の改易移封が行われた。吉利領主であった伊集院忠棟は都城領主（8万石）に転封となり、根占院（現在の肝属郡錦江町大根占地域及び肝属郡南大隅町根占地域）の領主であった禰寝重張に対しては吉利に移封が命ぜられた。禰寝氏は9月3日に家臣団を引き連れ旧領地である根占から吉利に移った。吉利に移った後は南谷に領主館を建設し、諸制度を定めた。
禰寝氏（根占氏）の系統が禰寝重張の子である第18代当主禰寝重政で途絶えたのちは島津一族がこの本家を引き継いだ。そして第24代当主小松清香は姓を禰寝氏（根占氏）から小松氏と改め、戦国時代に引き続き小松氏は江戸時代にも私領として吉利の地を治めることとなる。

#### 江戸時代

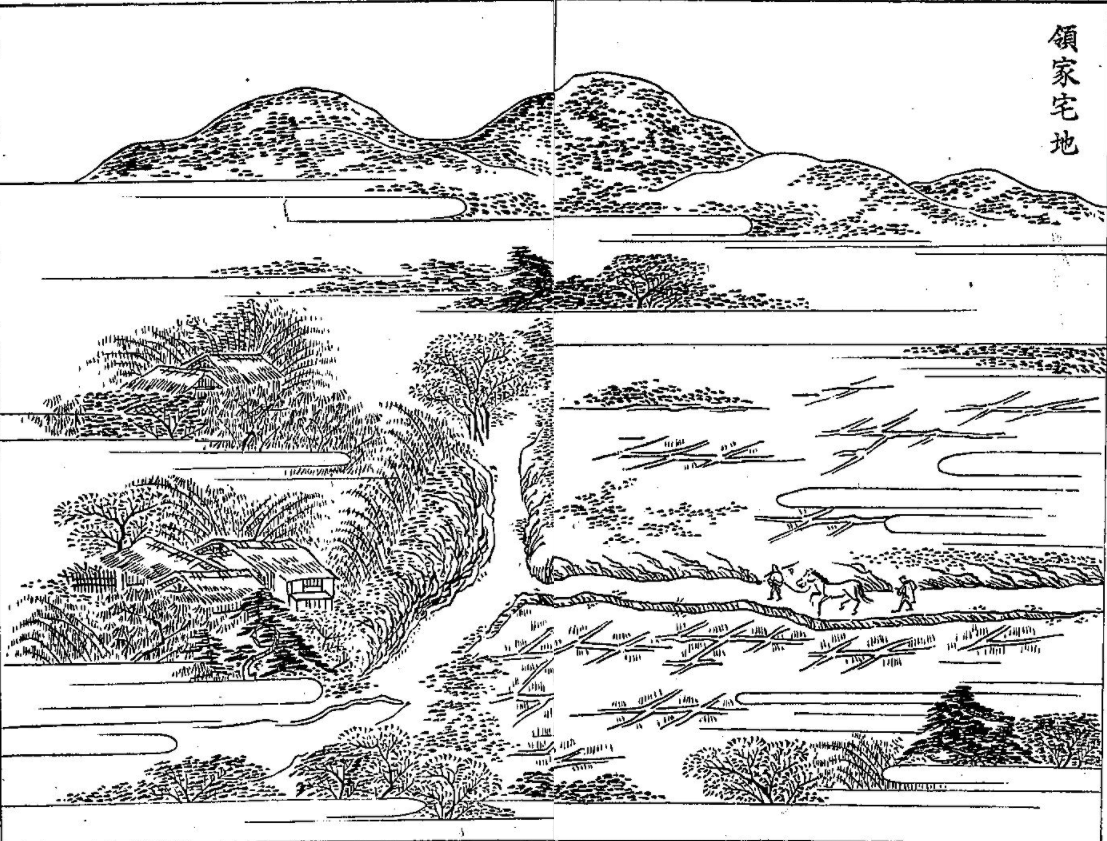
三国名勝図会掲載の「領家宅地」

江戸時代には薩摩国日置郡吉利郷（外城）のうちであり、吉利郷は吉利村のみの1村で構成されていた。村高は「天保郷帳」では3,137石余、「旧高旧領取調帳」では2,123石余であった。
吉利村は大谷山で地域が区切られており、西部の里方限と東部の木場方限に分かれていた。里方限には門と熟田地が知行される浮免地が多くあり、木場方限には迫田が多く、仕明地である抱地や永作が多かったという。里方限の田高は1,351石、畑高が367石でそのうち農民の耕作地は1,144石であった。木場方限の田高は392石余、畑高は22石余であり、そのうち農民の耕作地は259石であった。農民以外にも士足軽が作職浮免地としていくつかの田畑の耕作を行っている。
また、上ノ浜（吉利浦とも）は「薩藩政要録」によれば浦として浦用夫5人の負担が割り当てられており、享保11年の吉利文書の「知行高名寄帳」によれば禰寝内記に「上之浜加子屋敷・下之浜加子屋敷・上之浜余地・下之浜・吉利塩浜」が知行として与えられている。「鹿児島県地誌」によれば漁船15隻、漁業従事者が170戸、産物としてイワシの漁獲があったとされる。
元禄頃に吉利の領主であった禰寝清雄が広島より麻を移植し、吉利では麻糸生産や製網などが行われたこともあり、薩南方面では村の面積の小ささに比べて人口が多かったとされる。

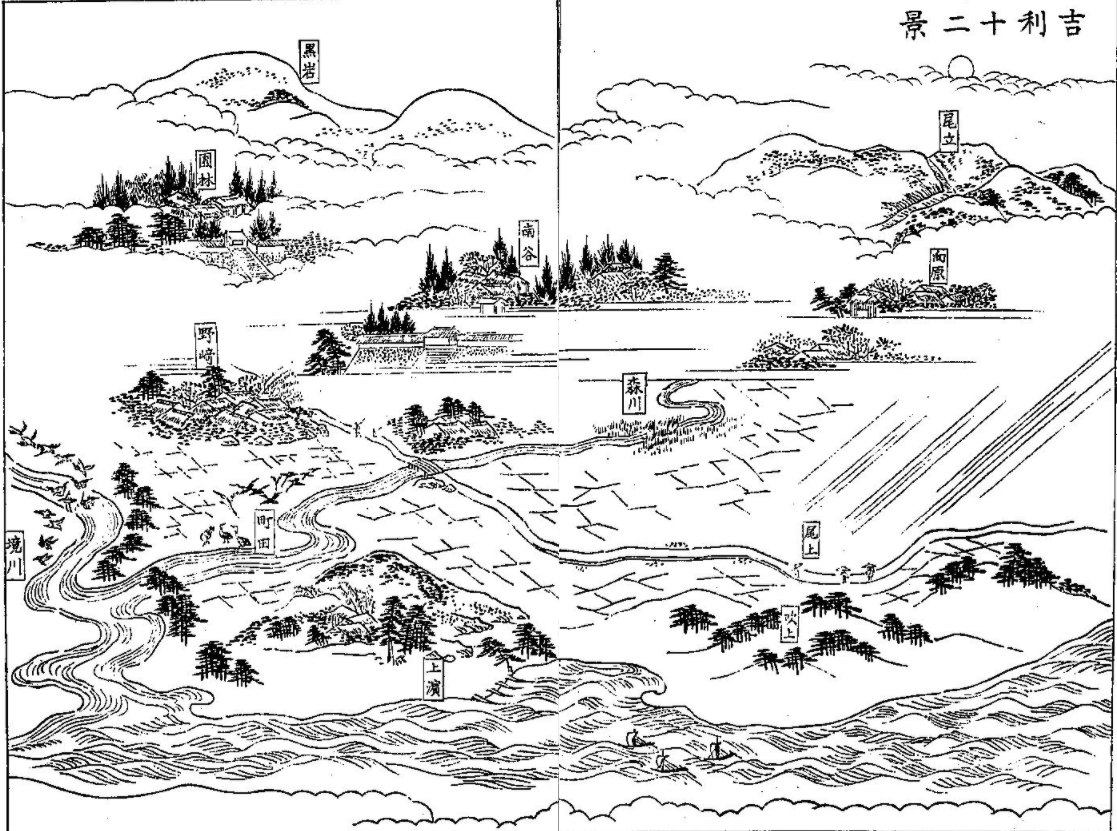
三国名勝図会掲載の「吉利十二景」

江戸時代後期に薩摩藩が編纂した地誌である「三国名勝図会」には吉利村の領家宅地の遺跡について以下のとおり記載されている。

吉利村にあり、舊記を按ずるに、日置北郷境地圖に載るところ、いにしへ公家領と、武家領と界を接し、公家領には、領家政所あり、武家領には、地頭所ありしと見へたり、野徑の上に、領家宅地の遺跡、畠地あり、地名を里俗道上と呼ふ、是領家政所の舊址ならん、地頭所は是より北方半町許の所、地名に存して、地頭所門といふ、
—三国名勝図会巻之八
また、三国名勝図会には吉利領主であった小松清行が和歌を平松時章に依頼して詠んだ吉利の十二景である「吉利十二景」が掲載されている。

#### 明治維新と領主小松清廉

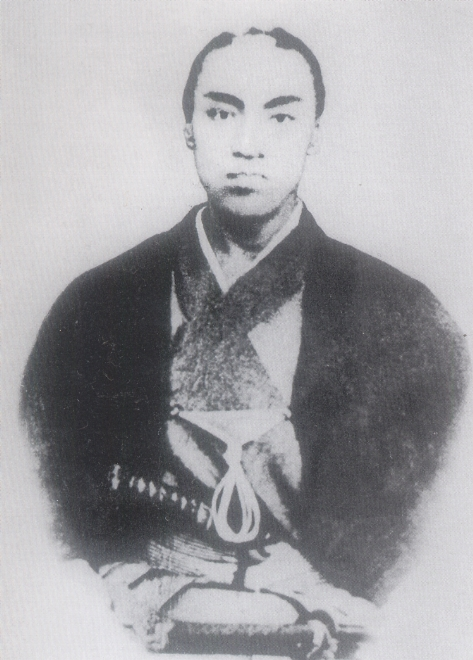
江戸時代末期から明治時代初期にかけて吉利領主であった小松清廉

江戸時代末期から明治時代初期にかけての吉利領主であり、薩摩藩家老であった小松氏当主の小松清廉（小松帯刀とも）は、明治維新と呼ばれる明治時代初期の改革に薩摩藩家老として参画し、発足した中央政府である明治政府の参与や現在の外務大臣にあたる玄蕃頭などの要職を歴任した。これらの実績から1884年に山脇之人が著した「維新元勲十傑論」において維新の十傑の1人として掲げられた。
明治2年に行われた版籍奉還においては、国父である島津久光を説得し、自らの領地である吉利の地を率先して返上して範を示した。同年に8月17日に領地返上が許可され、これに伴い永世禄300石を給せられ、さらに9月26日には賞典禄1000石を給与された。諸家もこれに従った。清廉は翌年の明治3年に36歳で死去した。

### 廃藩置県以降の吉利

#### 明治・吉利村の成立
明治4年に廃藩置県が行われ薩摩藩の統治区域である薩摩国、大隅国の区域に鹿児島県が設置された。1873年（明治6年）には大区小区制が敷かれ、吉利は第十一大区となり、他の田布施、伊作、永吉、日置と共に伊作の区長事務扱所に属した。1878年（明治11年）には郡区町村編制法の施行に伴い、吉利村には小松氏の御仮屋跡地に戸長役場が設置された。
1889年（明治22年）に町村制が施行されたのに伴い、吉利郷の区域より日置郡吉利村が成立した。1村から成立した経緯から従来の藩政村の区域に置かれる大字は設置されなかった。

#### 昭和・吉利村の合併と大字吉利の設置
第二次世界大戦中の1945年（昭和20年）8月6日に吉利村の一帯に対してアメリカ軍による空襲が行われた。焼夷弾の投下や機銃掃射が行われ、吉利小学校付近が全焼し、扇尾地区でも2軒の住宅が全焼したほか、機銃掃射が命中し1名が死亡した。
1953年（昭和28年）に公布された町村合併促進法によって、狭小な町村の合併が促進されることとなり、面積が狭く人口が8,000人以下の町村は合併すべき規模とされた。直近に実施された1950年（昭和25年）の国勢調査では吉利村の人口は4,170人であった。当初の構想では吉利村と日置村と永吉村の一部の合併が理想的であると鹿児島県地方課も考えていたとみられるが、永吉村は伊作町と合併することとなったため、吉利村は日置村との対等合併の形を取ることとなった。1955年（昭和30年）2月9日に吉利村議会において合併に関する議決を全会一致で可決し、合併申請書が提出された。
1955年（昭和30年）4月1日には吉利村が日置村と合併したことにより日置郡日吉町が成立した。1955年（昭和30年）6月6日の鹿児島県の公報において以下のとおり鹿児島県知事によって告示が行われており、同年4月1日付で旧吉利村の区域を以て新たに大字「吉利」が設置されている。

地方自治法（昭和二十二年法律第六十七号）第二百六十条第一項の規定により、昭和三十年四月一日から日置郡日吉町の区域中旧吉利村の区域をもつて大字「吉利」を新設した旨、日置郡日吉町長職務執行者から届出があつたので同条第二項の規定により告示する。
—字の新設（昭和30年鹿児島県告示第404号）

#### 平成
2000年（平成12年）に日置字六枝及び井神の各一部を吉利字石町に編入し、吉利字六枝、春日、瀬戸口及び井神の各一部を吉利字南天牟田に編入した。2001年（平成13年）に吉利字春ヶ迫の一部が松元町大字入佐字平木場の一部となり、松元町大字入佐字平木場の一部を吉利字春ヶ迫の一部に編入した。
2005年（平成17年）5月1日に日吉町が伊集院町、吹上町、東市来町と合併し日置市が成立した。この合併に先立って設置された法定合併協議会である「日置中央合併協議会」において大字名については「字の区域は、現行どおりとし、現行の字の名称の前に当該字の属する合併前の町の名称を付し、字の名称を変更する。」と協定され、旧町名である「日吉町」を従前の大字名である「吉利」に冠することとなった。合併日の2005年（平成17年）5月1日に鹿児島県の告示である「 字の名称の変更」が鹿児島県公報に掲載された。この告示の規定に基づき即日大字の名称変更が行われ、大字名が「吉利」から日置市の大字「日吉町吉利」に改称された。

### 字域の変遷
| 実施後                         | 実施年             | 実施前                                                                                           |
| ------------------------------ | ------------------ | ------------------------------------------------------------------------------------------------ |
| 日吉町大字吉利（新設）         | 1955年（昭和30年） | 日置郡日吉町のうち旧吉利村（全域）                                                               |
| 大字吉利字石町（編入）         | 2000年（平成12年） | 大字日置字六枝（一部）、大字日置字井神（一部）                                                   |
| 大字吉利字南天牟田（編入）     | 2000年（平成12年） | 大字日置字六枝（一部）、大字日置字春日（一部）、大字日置字瀬戸口（一部）、大字日置字井神（一部） |
| 松元町大字入佐字平木場（編入） | 2001年（平成13年） | 大字吉利字春ヶ迫（一部）                                                                         |
| 大字吉利字春ヶ迫（編入）       | 2001年（平成13年） | 松元町大字入佐字平木場（一部）                                                                   |

## 文化財

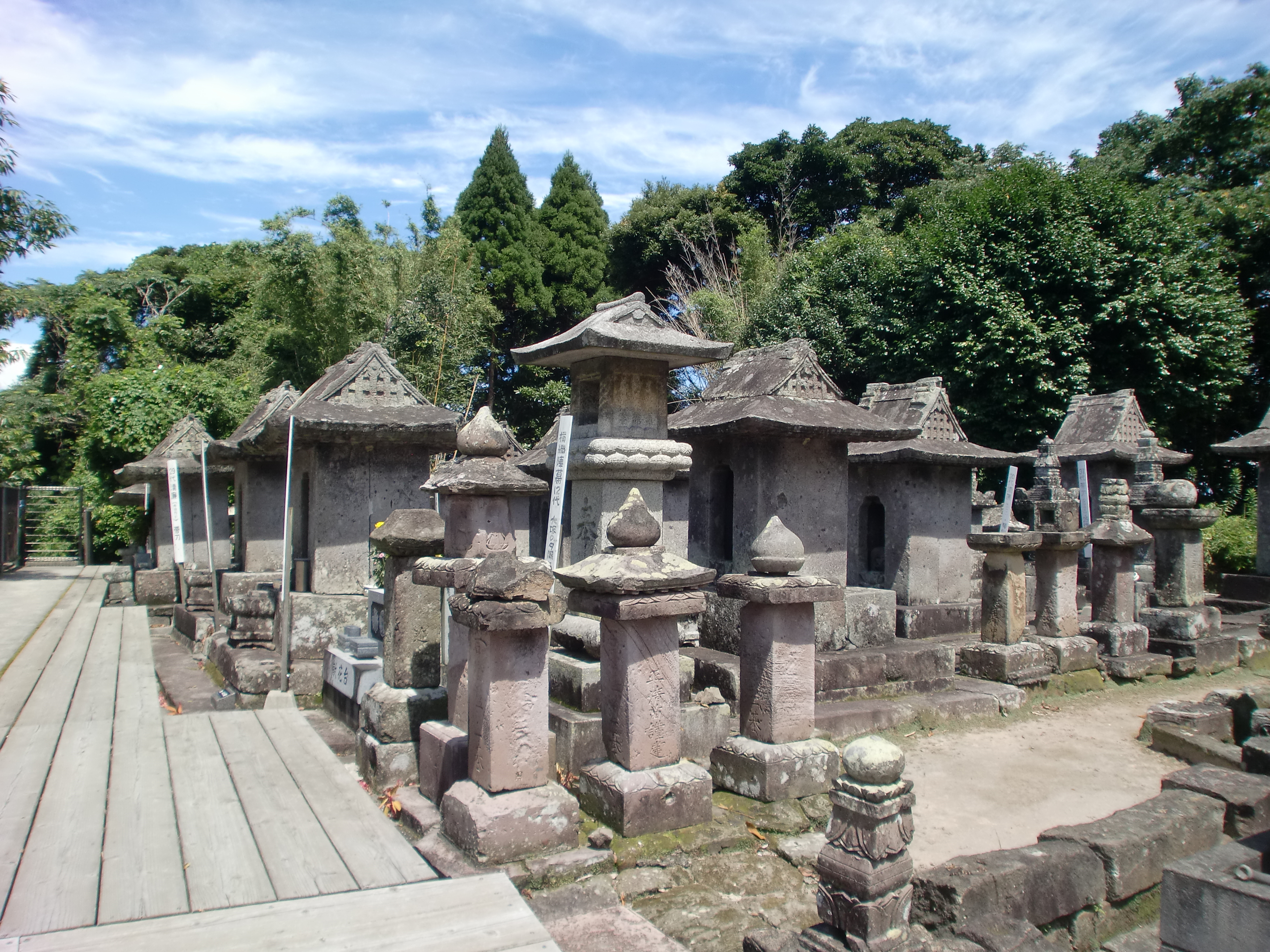
禰寝氏(禰寝・小松家)歴代墓所

### 市指定
- 園林寺跡（史跡） - 禰寝氏（禰寝・小松家）歴代墓所[51]
字域の北部にあり、吉利を治めていた小松重春までの歴代の禰寝氏（根占・小松氏）の歴代領主の墓がある。その中には経済に辣腕をふるった禰寝清雄、小松氏に名字を改めた最初の人物小松清香、明治維新において功績を残し維新の十傑の一人とされている小松清廉（小松帯刀）の墓が立つ[52]。彼らはすべて薩摩藩家老職を務めている[53]。
- 吉利神社（史跡）[54]
- 深固院跡（史跡）[55]
- 鬼丸神社（史跡）[56]
- 鹿児島塚跡[57]
- 六代木像（彫刻）[58]
- 乳地蔵（彫刻）[59]

### 吉利に関連する文化財
この節では吉利に関連する文化財であって、吉利以外の地域に保管・所蔵されている文化財について述べる。
- 薩摩国日置北郷下地中分絵図（国指定重要文化財） - 東京大学史料編纂所所蔵。
日置北郷を折半する際に吉利名の川や道路を境界とする線を基準に折半（下地中分）が行われたことから境界を明示するために絵図が作成されたとされる[60]。
- 吉利郷惣絵図（鹿児島県指定有形文化財（古文書）） - 吹上歴史民俗資料館所蔵[61]。
宝暦3年（1753年）に吉利郷の区域が確定したことを機に小松清香が後世に伝えるため書写させた絵図である。2013年（平成25年）4月23日県指定の有形文化財（古文書）に指定された[62]。

## 産業

### 農畜産業
かつては吉利村と日置村では甘藷と粟の栽培が盛んであり、帆之港から海路で長島や天草、阿久根に出荷されていたという。
昭和時代後期から酪農畜産の大型化や、タバコや甘藷、麦、大豆などの作物から牧草などの飼料作物に転換し、また畑作構造改善事業の施行により畑地の大型化が進み、大型機械の導入がなされている。また、北方地区ではミカンやポンカンの栽培がおこなわれている。

### 漁業
明治時代頃には業としての漁は行われておらず、農作業の合間に自給自足の一環で魚釣りをしている程度であった。1921年（大正10年）の統計調査でも吉利村の専業漁家は皆無で、兼業漁家が35名程度であったと記録されており、動力船は1隻も存在しなかったという。
吉利村で獲れた魚の種類はイワシ、サバ、アジ、コノシロがあったという。

### 商工業
明治時代から大正時代初期にかけては南区から永吉麓に至る道路の三差路付近に商店や旅館が立ち並んでいたほか、吉利駅前に数件の商店が立ち並んでいた。また大衆浴場や鉄道貨物の取扱いを行う日本通運の取扱所が置かれた。
また、日置村・吉利村・東市来村の一帯は日置瓦とよばれる瓦の産地であり、明治時代頃から製造がおこなわれ吉利にも工場が作られ、最盛期には56工場が製造を行っていた。昭和時代中期ごろからコンクリート瓦との競合や、日置瓦の生産体制が古いため供給コストが高く、また供給不足であったことから不況に陥った。1988年（昭和63年）の「日吉町郷土誌下巻」発刊時現在では17工場が製造を行っている。

## 吉利村の行政
この節では、1889年（明治22年）の町村制施行から1955年（昭和30年）の吉利村と日置村が新設合併し、日吉町が設置されるまでの間に設置されていた吉利村（よしとしむら）の行政史について述べる。

### 歴代村長
以下の表は「日吉町郷土誌 下巻」に掲載されている吉利村の歴代村長の一覧である。
| 代 | 氏名        | 就任年月               | 退任年月               |
| -- | ----------- | ---------------------- | ---------------------- |
| 1  | 禰寝 彌八郎 | 1889年（明治22年）4月  | 1908年（明治41年）2月  |
| 2  | 薬丸 百次   | 1908年（明治41年）3月  | 1912年（明治45年）2月  |
| 3  | 村山 保     | 1912年（明治45年）3月  | 1931年（昭和6年）2月   |
| 4  | 打越 太兵衛 | 1931年（昭和6年）3月   | 1940年（昭和15年）7月  |
| 5  | 中村 可澄   | 1940年（昭和15年）8月  | 1946年（昭和21年）12月 |
| 6  | 入鹿山 嵩   | 1946年（昭和21年）12月 | 1951年（昭和26年）3月  |
| 7  | 熊谷 親美   | 1951年（昭和26年）4月  | 1955年（昭和30年）3月  |

### 議会
吉利村の議会制度は町村制が施行された1889年（明治22年）に村会が整備され、人口5,000人以下の村は定員が12名と定められており、12名の議員が選出された。1947年（昭和22年）に地方自治法が制定され、吉利村議会となった。
鹿児島県が発刊した「鹿児島県市町村変遷史」によれば、1955年（昭和30年）の合併時の吉利村議会の定数は16名であった。合併時に吉利村議会議員であった者は日吉町との新設合併後も同年7月31日まで日吉町議会議員として在任することとなった。
地方自治法施行以後の歴代の吉利村議会議長は以下のとおりである。
- 初代議長：熊谷親美（1947年（昭和22年）4月〜1951年（昭和26年）3月）
- 第2代議長：宮下要四郎（1951年（昭和26年）4月〜1955年（昭和30年）3月）

### 消防
吉利村には常備消防組織は置かれておらず、町村制施行以前の1888年（明治21年）に吉利村消防組合が組織され、中区、南区、北区、東区の地区ごとに消防組が置かれた。
1939年（昭和14年）に警防団に改組され、第二次世界大戦終戦後になり消防団に移行した。

### 財政
鹿児島県が発刊した「鹿児島県市町村変遷史」によれば、吉利村の合併時の財政状況（単位：円）は以下のとおりである。合併時に財産はすべて日吉町に引き継がれている。
| 資産   | 行政産財       | 75,082,802  |
| 資産   | 基本資産       | 19,014,584  |
| 資産   | 積立金穀       | 17,404      |
| 資産   | その他普通財産 | 4,984,062   |
| 資産   | 備品           | 6,254,160   |
| 資産計 | 資産計         | 105,353,012 |
| 起債   | 単独起債       | 2,900,000   |
| 起債   | 公共起債       | 16,861,870  |
| 起債計 | 起債計         | 19,761,870  |

### 合併時点の統計情報
鹿児島県が発刊した「鹿児島県市町村変遷史」によれば、吉利村の合併時の統計情報は以下のとおりである。
| 官報公示人口 | 国勢調査戸数 | 都市的業態 従事者数 | その他業態 従事者数 |
| ------------ | ------------ | ------------------- | ------------------- |
| 4,170        | 890          | 996                 | 3,067               |

### 隣接していた自治体
吉利村廃止時点の1955年（昭和30年）時点で隣接していた町村は以下のとおりである。
- 日置郡：日置村・伊集院町・上伊集院村・永吉村

## 人口

### 吉利村
以下の表は国勢調査が開始された1920年（大正9年）から吉利村が廃止される直近に行われた1950年（昭和25年）の国勢調査までの吉利村の人口である。
| 年                 | 人口  |
| ------------------ | ----- |
| 1920年（大正9年）  | 3,093 |
| 1935年（昭和10年） | 3,108 |
| 1940年（昭和15年） | 2,977 |
| 1947年（昭和22年） | 4,386 |
| 1950年（昭和25年） | 4,170 |

### 大字吉利・日吉町吉利
以下の表は国勢調査による小地域集計が開始された1995年以降の人口の推移である。
| 年                 | 人口  |
| ------------------ | ----- |
| 1995年（平成7年）  | 1,613 |
| 2000年（平成12年） | 1,597 |
| 2005年（平成17年） | 1,512 |
| 2010年（平成22年） | 1,361 |
| 2015年（平成27年） | 1,247 |
| 2020年（令和2年）  | 1,077 |

## 祭事
- せっぺとべ
鬼丸神社で毎年6月第1日曜日に行われている文禄4年（1595年）より続く御田植祭である[90]。鬼丸神社には御神田がかつては存在していたが現在は存在しないため、御神田での踊りではない[91]。日吉町日置の八幡神社でも同様の祭事が行われている。

## 施設

### 公共
- 日置市吉利地区公民館[92]
- 日置市扇尾地区公民館[93]

### 教育
- 吉利保育園[94]
- 扇尾保育園[95]

### 郵便局
- 吉利郵便局[96]
明治5年にそれまで街道沿いに置かれていた「町伝」を廃止し郵便取扱所として設置された[97]。1874年（明治7年）に郵便取扱所を郵便局と改め郵便事務の取り扱いを開始した[78]。1889年（明治22年）には吉利村、永吉村、日置村の3村の区域の配達を担当することとなった[97]。

### 寺社
- 吉利神社
創設年月不詳。江戸時代には吉利郷の郷社であった[98]。
- 鬼丸神社
江戸時代には吉利村の村社であった[98]。1948年（昭和23年）に島津家ゆかりの稲荷大明神を合祀している[99]。
- 伊勢神社
疱瘡の神として古くより崇拝されている[100]。元禄元年頃に氏産神として江戸飯倉神明宮（芝大神宮）の霊を勧請したものであり、祭神は天照大御神である。
- 清浄寺
浄土真宗の寺院である[101]。1878年（明治11年）9月13日に京都の東本願寺から鹿児島に派遣されていた布教主任であった渥美契誠の隣席の下開所式が挙行された[101]。

## 教育

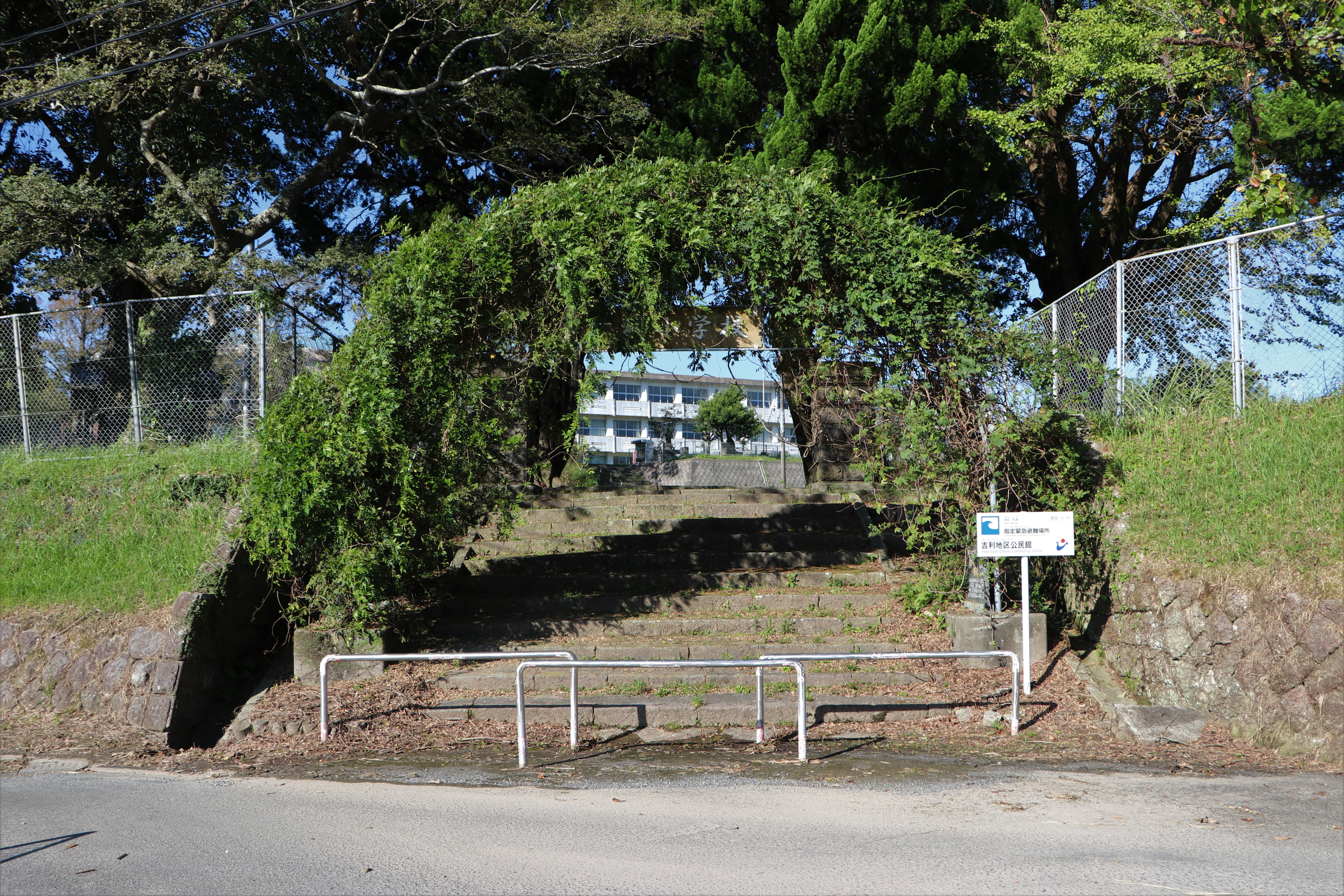
吉利小学校（2020年撮影）

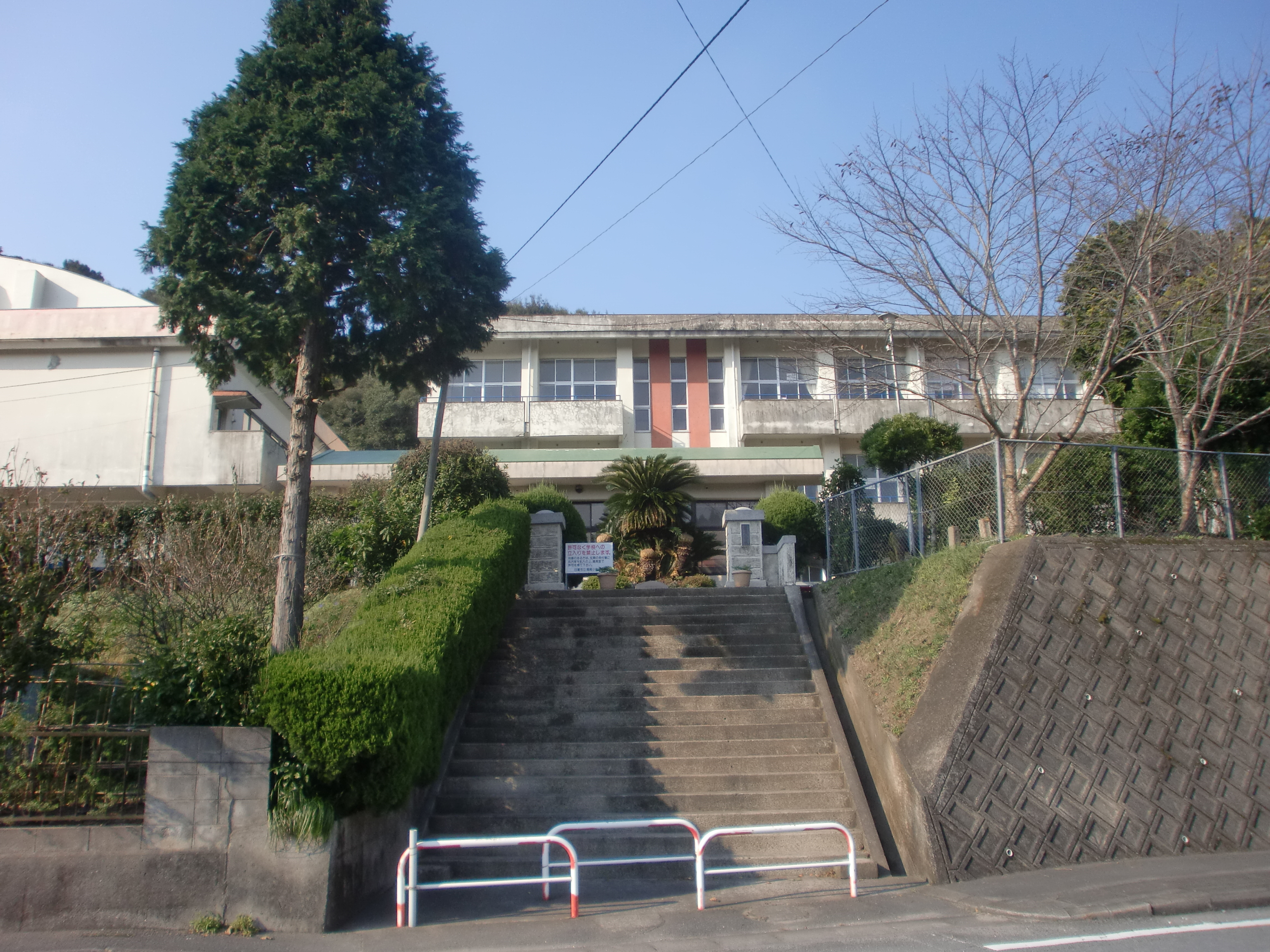
扇尾小学校（2010年撮影）

日吉町吉利にはかつて「日置市立吉利小学校」、「日置市立扇尾小学校」、「日吉町立吉利中学校」（それぞれ廃止時の名称）が設置されていた。2018年（平成30年）に吉利小学校が日吉小学校に統合されたのに伴って吉利の幼稚園・保育園を除く学校施設がすべて廃止された。

### 中学校
「日吉町立吉利中学校」は、1947年（昭和22年）に南谷に置かれていた青年学校跡地に開校し、1955年（昭和30年）の合併により日吉町立吉利中学校となったが、1972年（昭和47年）に旧日置村の日置中学校と統合され、日吉中学校（現在の日置市立日吉中学校）となった。

### 小学校

#### 日置市立吉利小学校
「日置市立吉利小学校」は、明治5年3月に外城第三十九郷校として吉利村役場の敷地内に開校した。1876年（明治9年）に吉利小学校に改称、1877年（明治10年）には西南戦争に教員が従軍するため休校となり、翌年に再開している。1886年（明治19年）に小学校令が施行され吉利尋常高等小学校となり、1941年（昭和16年）に国民学校令の施行により吉利国民学校に改称、第二次世界大戦終戦後の1947年（昭和22年）に吉利小学校に改称した。2018年（平成30年）に旧日吉町の日置小学校（日吉町日置）、日新小学校（日吉町山田）、住吉小学校（日吉町日置）と共に日置小学校跡地に日吉小学校が新設され統合されるのに合わせて閉校した。

#### 日置市立扇尾小学校
「日置市立扇尾小学校」は、明治5年に戸長であった池端氏が民家を借り上げ分教場として教育を始めたのが始まりである。1879年（明治12年）に字扇尾に校舎を建築し扇尾簡易小学校となった。1891年（明治24年）に現在地に移転している。1901年（明治34年）に独立校となり扇尾小学校に改称、1926年（大正15年）に高等科を併設し、1941年（昭和16年）には国民学校令が施行されたのに伴い扇尾国民学校に改称、1947年（昭和22年）に扇尾小学校に改称した。2016年（平成28年）に日置小学校に統合され閉校した。

### 小・中学校の学区
市立小・中学校に通う場合、学区（校区）は以下の通りとなる。
| 大字       | 番地 | 小学校                           | 中学校                           |
| ---------- | ---- | -------------------------------- | -------------------------------- |
| 日吉町吉利 | 全域 | 日置市立日吉学園（義務教育学校） | 日置市立日吉学園（義務教育学校） |

## 交通

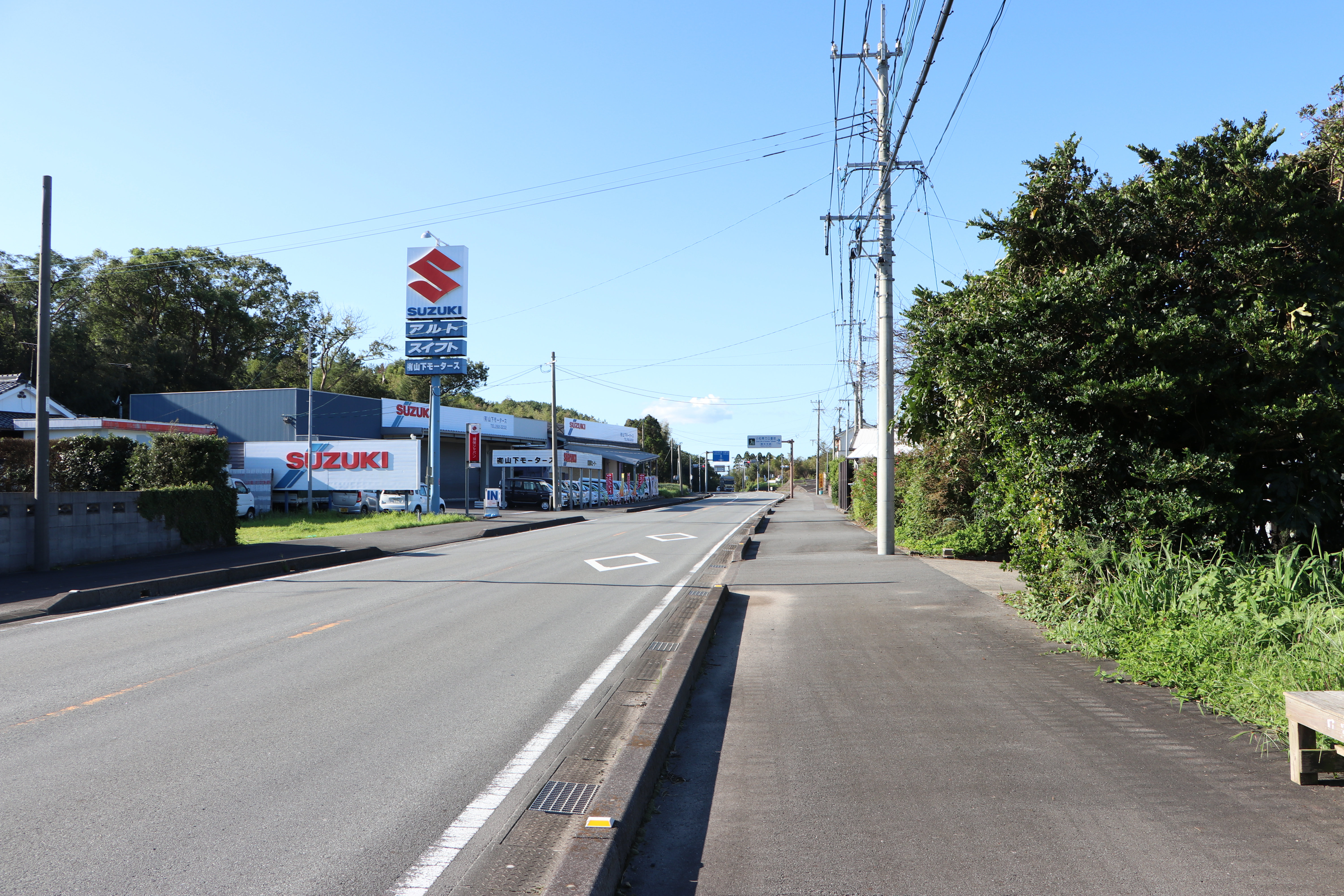
吉利を通る国道270号

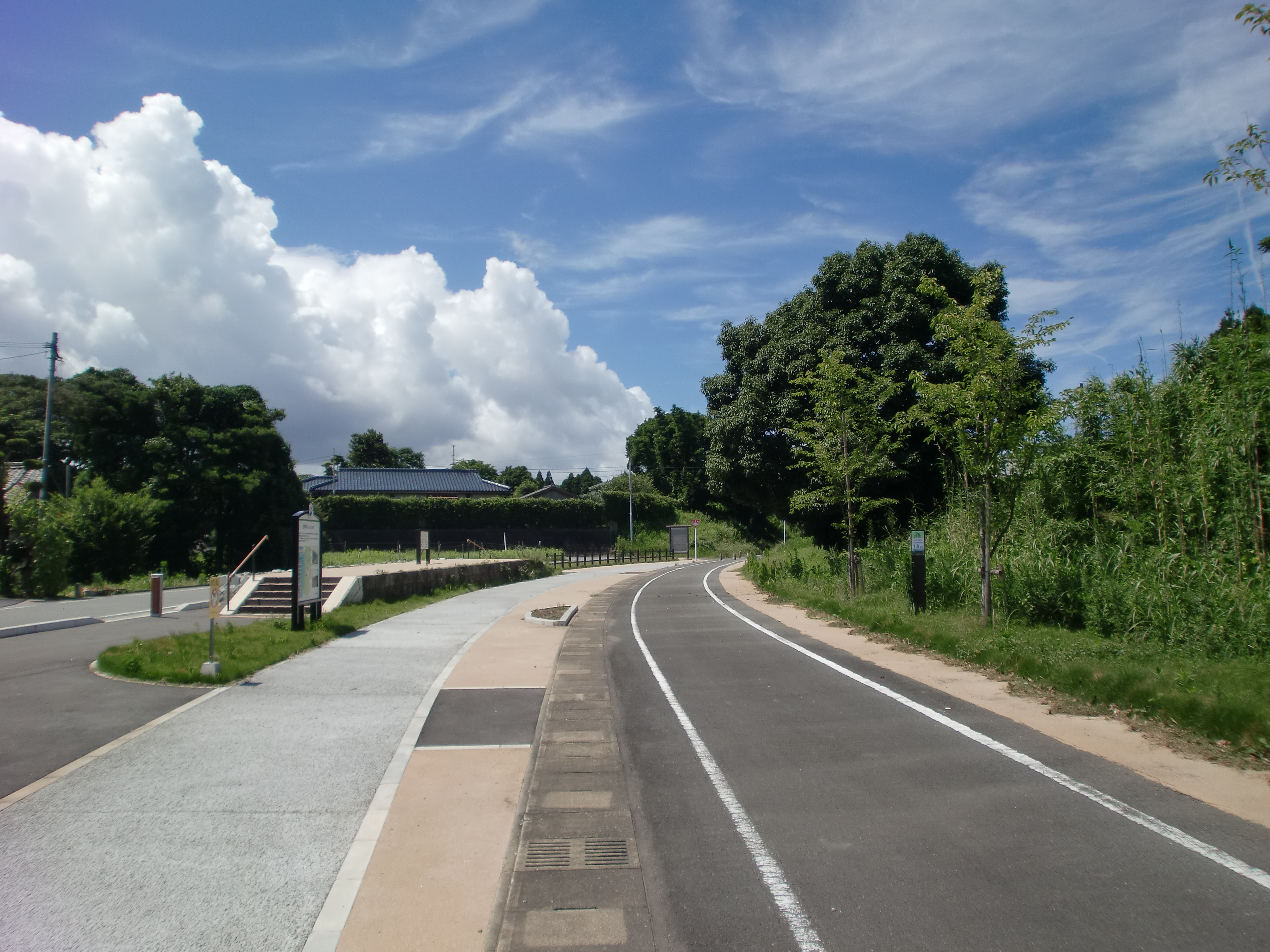
吉利駅跡に設置された県道加世田日吉自転車道線の休憩施設

字域の西部を枕崎市からいちき串木野市までを結ぶ国道270号が南北に通っており、国道270号に概ね沿って自転車道である鹿児島県道2号加世田日吉自転車道線が通っている。また、字域の東部を吹上町永吉から鹿児島市に至る鹿児島県道35号永吉入佐鹿児島線が通っている。かつては吉利の国道270号から吹上町永吉の鹿児島県道35号永吉入佐鹿児島線までを結ぶ道路が鹿児島県道299号永吉吉利線として県道の路線に認定されていたが、2007年（平成19年）に路線が廃止された。
吉利の道路は現在の国道270号にあたる市来から吉利までの区間は明治時代初期には里道となっており1908年（明治41年）に開鑿事業が竣工し、1910年（明治43年）に県道に編入された。1892年（明治25年）に乗合馬車の路線が鹿児島と吉利の間に開設された。
1914年（大正3年）には南薩鉄道（のちに鹿児島交通に買収される）が川内線（現在の鹿児島本線）の伊集院駅から伊作村の伊作駅までの区間に線路を敷設し、吉利村には南区と中区の中間地点付近に吉利駅が設置された。1983年（昭和58年）の水害によって大きな被害を受けたことにより鹿児島交通枕崎線は全線に当たる伊集院駅から枕崎駅までの区間が廃止され、同時に吉利駅も廃止された。
また、バスは1934年（昭和9年）に開設され、吉利や日置と鹿児島市の山之口町までの区間を1往復していたとされる。1983年（昭和58年）に鹿児島交通枕崎線が廃止されたのに伴う代替バス「なんてつ号」が運行されるようになり、伊集院から加世田までの区間を5往復、枕崎との区間を5往復していた。

### 鉄道
吉利の区域には2020年（令和2年）現在鉄道は通っていないが、1914年（大正3年）から1983年（昭和58年）まで以下の鉄道駅が設置されていた。
鹿児島交通枕崎線（路線廃止）
- 吉利駅

### バス
- 鹿児島交通
  - 伊集院方面、加世田・枕崎方面、伊作方面、伊集院高校方面
吉利北区 - 吉利農協前 - 吉利 - 池之上 - 小園

### 道路
一般国道
- 国道270号

主要地方道
- 鹿児島県道35号永吉入佐鹿児島線

一般県道（自転車道）
- 鹿児島県道2号加世田日吉自転車道線

## 出身人物
- 野村直邦（1885年 - 1973年） - 海軍大臣、海軍大将
吉利出身である[113]。1920年に海軍大学校を卒業し、第1潜水隊参謀、大使館付武官、第2戦隊参謀、駆逐艦「白雲」艦長、空母「加賀」艦長、第三遣支艦隊司令長官、呉鎮守府司令長官などを歴任。1944年7月17日から7月22日まで東条英機内閣において海軍大臣であった。
- 入鹿山且朗（1906年 - 1977年） - 医学者、衛生学者
吉利村出身である[114]。祖父は小松帯刀の侍医で、父も医者であった[115]。水俣病の原因物質特定に貢献した[114]。